# 杜博维哈伊 (切尔尼希夫州)
50°29′10″N 32°14′9″E / 50.48611°N 32.23583°E
杜博維哈伊（烏克蘭語：Дубовий Гай）是位於烏克蘭北部切爾尼希夫州裏普里盧基區亚布卢尼夫卡市镇的村莊，始建於1629年，面積3.44平方公里，海拔高度125米，2001年人口867。